# 山形県道112号左沢浮島線
山形県道112号左沢浮島線(やまがたけんどう112ごうあてらざわうきしません)は、山形県内の西村山郡大江町から同郡朝日町間を南下する山形県道である。一部区間は通称として西部街道に沿っている。

## 概要
- 起点=山形県西村山郡大江町 - JR東日本左沢線（フルーツライン左沢線）左沢駅（終着駅）前
- 終点=山形県西村山郡朝日町 - 山形県道113号宮宿浮島線接点

## 路線状況
- 道路交通センサスによる山形県の左沢浮島線の交通データについて以下の通りになっている（平成22年（2010年）時点）[1]。

| 交通調査地点                   | 昼間12時間自動車類交通量 | 昼間12時間自動車類交通量 | 昼間12時間自動車類交通量 | 24時間自動車類交通量 | 24時間自動車類交通量 | 24時間自動車類交通量 |
| 交通調査地点                   | 小型車                   | 大型車                   | 合計                     | 小型車               | 大型車               | 合計                 |
| 西村山郡大江町大字左沢字横町   | 2260台                   | 155台                    | 2415台                   | 2833台               | 210台                | 3043台               |
| 西村山郡朝日町大字大谷字千代田 | 1020台                   | 83台                     | 1103台                   | 1272台               | 129台                | 1401台               |

## 通過する自治体
- 山形県西村山郡
  - 大江町
  - 朝日町

## 交差する道路
起点側から順に
- 山形県道23号天童大江線（大江町左沢）
- 国道458号（同上）
- 山形県道9号長井大江線（同上）
- 国道287号（同上）
- 山形県道9号長井大江線（朝日町大谷）
- 山形県道113号宮宿浮島線（朝日町大沼）

## 重複する道路
- 山形県道23号天童大江線（大江町左沢）
- 国道287号（同上）

## 通称
- 西部街道

## 沿線の施設
- JR東日本左沢線（フルーツライン左沢線）左沢駅 - 本道路起点付近